# فيليب بلوند
فيليب بلوند (بالإنجليزية: Phillip Blond)‏ هو عالم عقيدة وفيلسوف وسياسي بريطاني، ولد في 1 مارس 1966 في ليفربول في المملكة المتحدة.